# Bojga africká
Bojga africká, neboli boomslang (Dispholidus typus), je had z čeledi užovkovitých. Pojmenování boomslang znamená v afrikánštině "stromový had". Dorůstá délky od 1,2 do 1,6 metru, výjimečně až ke 2 metrům. Zbarvení kolísá od žlutozelené po černou. Ve zbarvení vykazuje pohlavní dimorfismus, samci jsou většinou výrazněji, pestřeji zbarvení, mají množství černých šupin. Samice jsou zelenohnědé. Žije v Africe, živí se chameleony, ještěrkami a ptáky. Je to štíhlý a elegantní had, skvělý lezec. Většinu času tráví na stromech. Je aktivní převážně ve dne. Disponuje velkýma očima a vynikajícím zrakem. Má silný jed, který rozkládá cévní stěny, takže oběť zemře na vnitřní krvácení. Po uštknutí bojgou africkou zemřel roku 1957 herpetolog Karl Patterson Schmidt. Své zážitky z umírání, které trvalo 24 hodin, vědecky dokumentoval až téměř do okamžiku smrti. Na člověka však boomslang zpravidla neútočí, pro mírnou povahu bývá také často chován v zajetí.